# Mariusz Skrzesiński
Mariusz Skrzesiński (ur. 29 czerwca 1977) – polski judoka.
Były zawodnik KS Gwardia Katowice (1992-1999). Brązowy medalista mistrzostw Polski seniorów 1997 w kategorii do 71 kg. Ponadto młodzieżowy mistrz Polski 1999 w kategorii do 81 kg. Dwukrotny uczestnik mistrzostw Europy juniorów (1996, 1997).